# 中阿特拉斯山脈

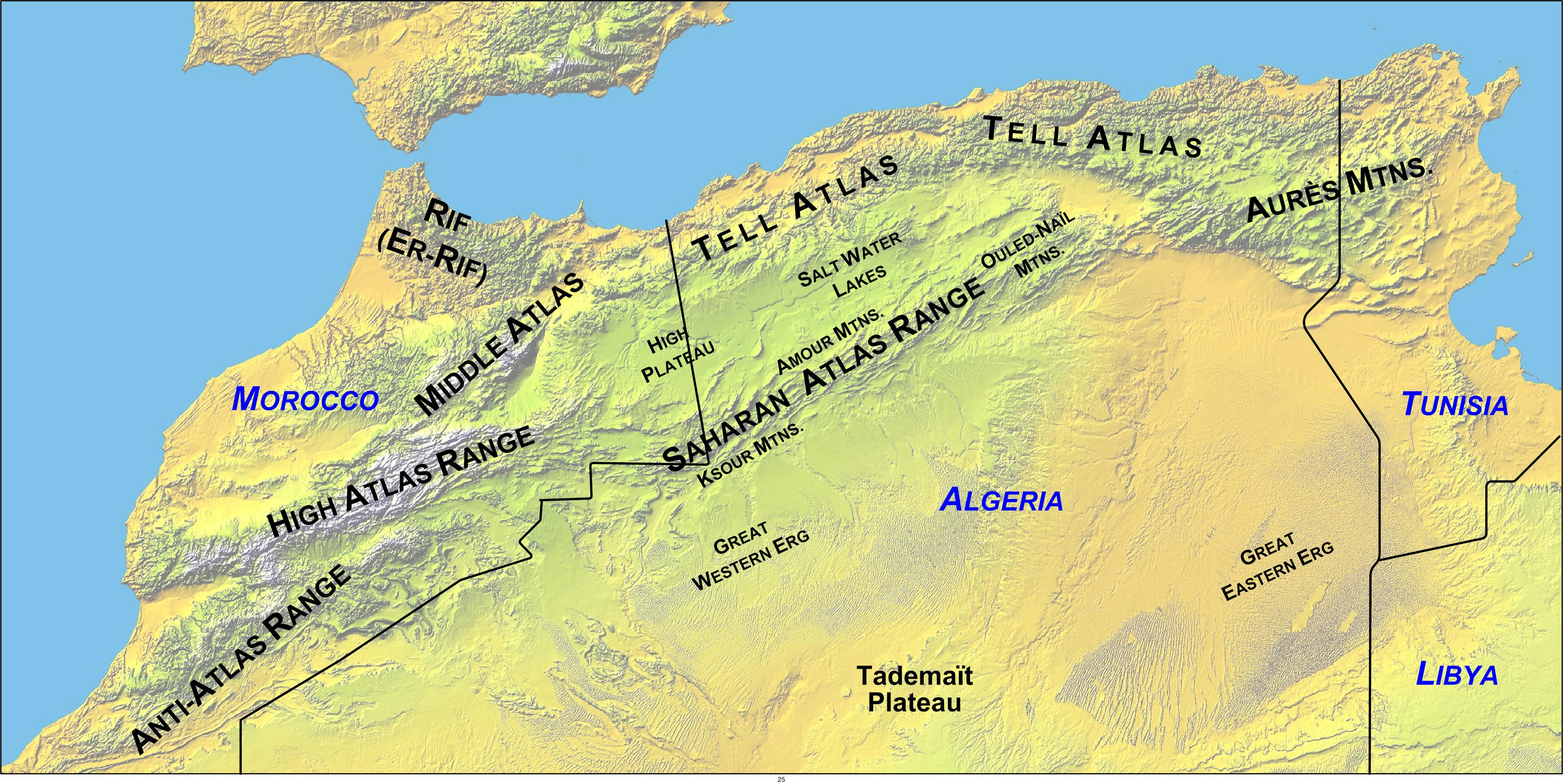

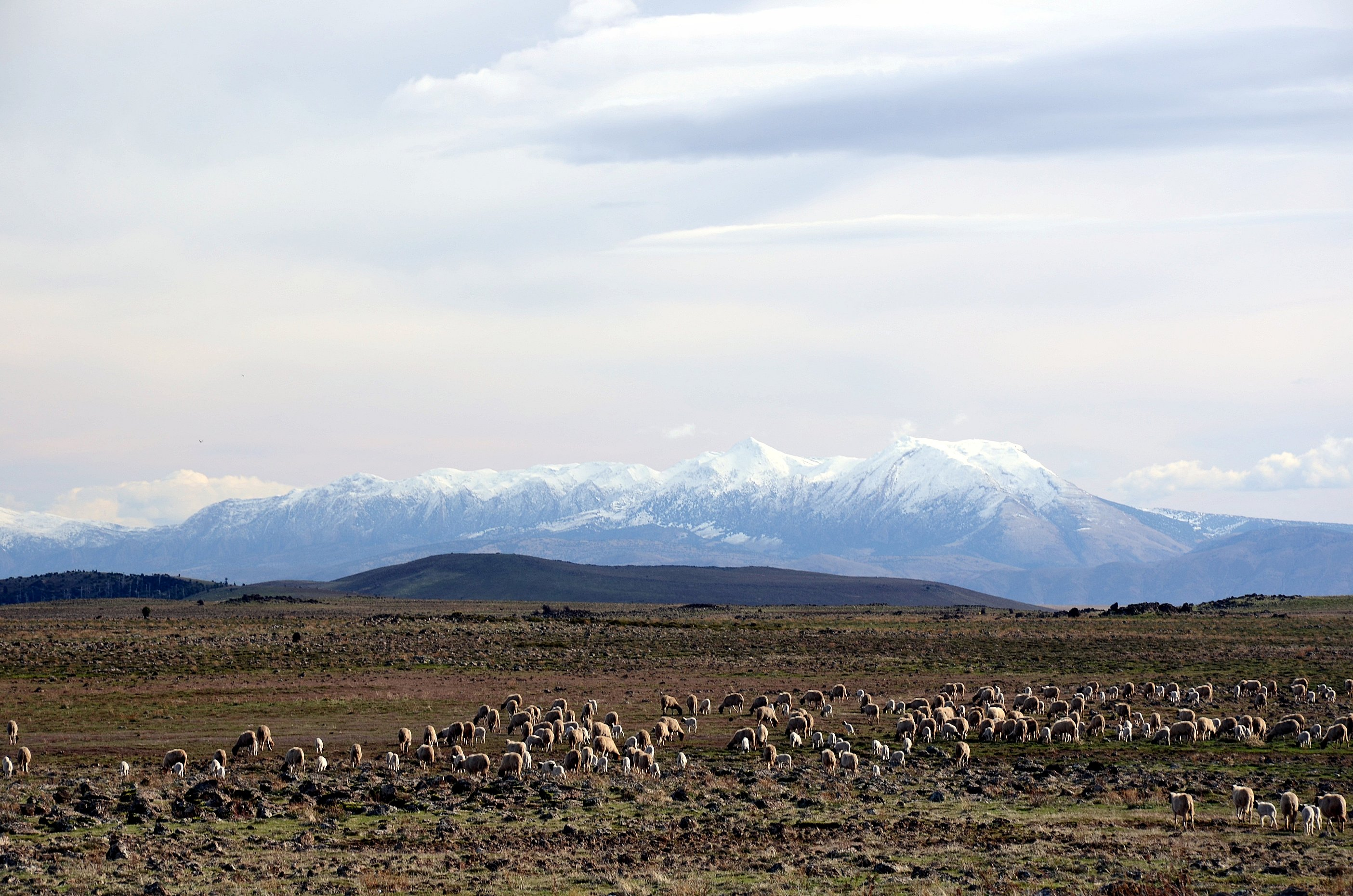

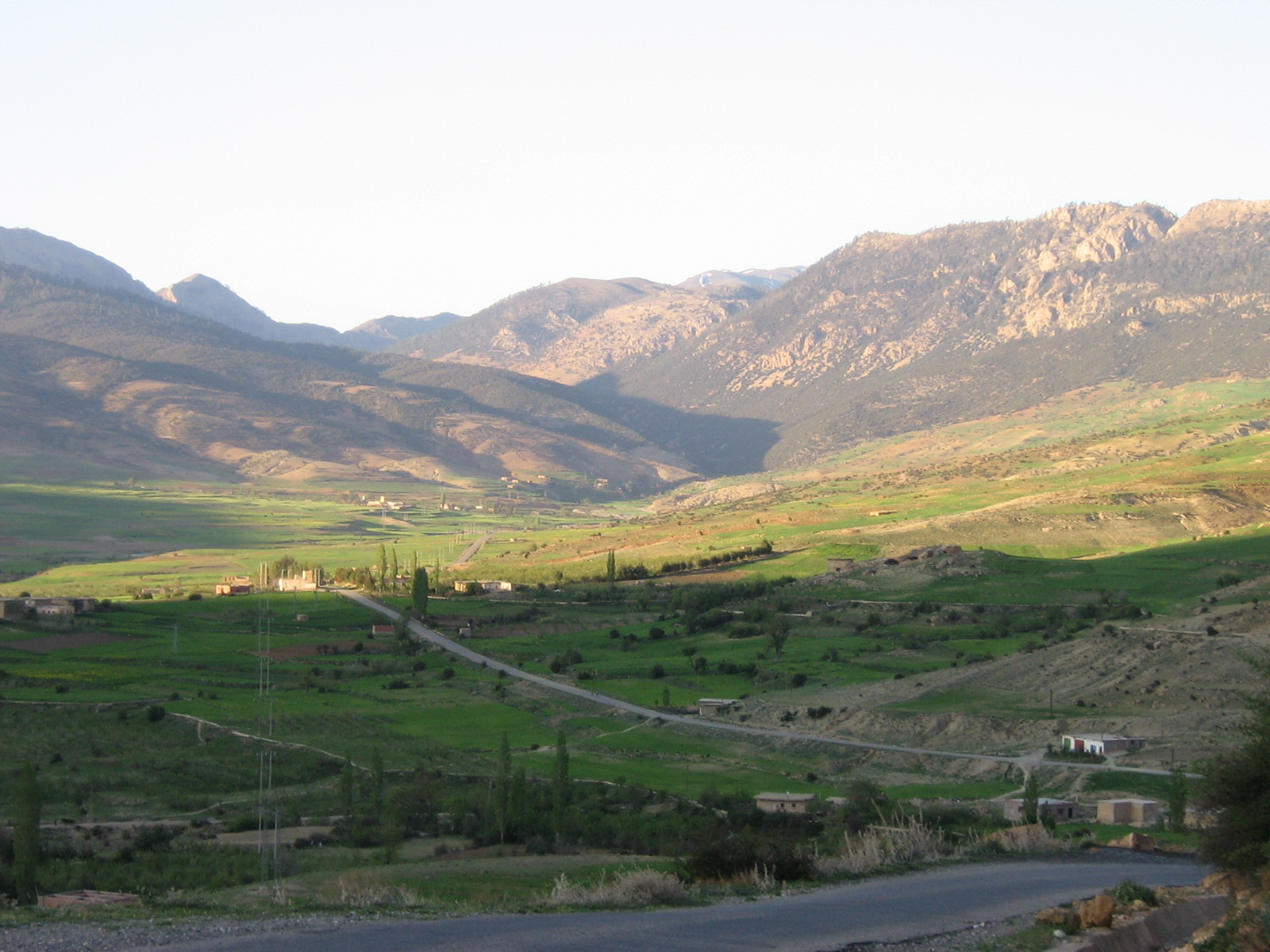

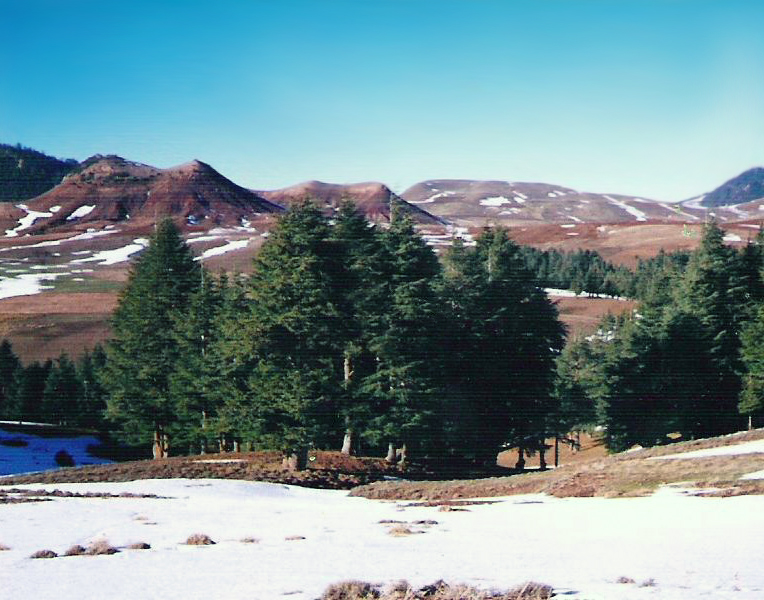

中阿特拉斯山脈是摩洛哥的山脈，屬於阿特拉斯山脈的一部分，全長350公里，面積23,000平方公里，最高點海拔高度3,340米，山體主要由石灰岩組成。
33°30′N 4°30′W / 33.500°N 4.500°W